# العلاقات الألبانية الكيريباتية
العلاقات الألبانية الكيريباتية هي العلاقات الثنائية التي تجمع بين ألبانيا وكيريباتي.

## مقارنة بين البلدين
هذه مقارنة عامة ومرجعية للدولتين:
| وجه المقارنة                                              | ألبانيا                                                    | كيريباتي                        |
| --------------------------------------------------------- | ---------------------------------------------------------- | ------------------------------- |
| المساحة (كم2)                                             | 28.75 ألف                                                  | 811                             |
| عدد السكان (نسمة)                                         | 3.02 مليون                                                 | 116.40 ألف                      |
| الكثافة السكانية (ن./كم²)                                 | 105.04                                                     | 14.35 ألف                       |
| العاصمة                                                   | تيرانا                                                     | جنوب تاراوا                     |
| اللغة الرسمية                                             | اللغة الألبانية                                            | لغة إنجليزية، اللغة الكيريباتية |
| العملة                                                    | ليك ألباني                                                 | دولار كريباتي، دولار أسترالي    |
| الناتج المحلي الإجمالي (بليون دولار)                      | 13.04 مليار                                                | 196.15 مليون                    |
| الناتج المحلي الإجمالي (تعادل القوة الشرائية) بليون دولار | 33.17 مليار                                                | 224.26 مليون                    |
| الناتج المحلي الإجمالي الاسمي للفرد دولار أمريكي          | 3.94 ألف                                                   | 1.42 ألف                        |
| الناتج المحلي الإجمالي للفرد دولار أمريكي                 | 11.11 ألف                                                  | 1.81 ألف                        |
| مؤشر التنمية البشرية                                      | 0.764                                                      | 0.590                           |
| رمز المكالمات الدولي                                      | +355                                                       | +686                            |
| رمز الإنترنت                                              | .al                                                        | .ki                             |
| المنطقة الزمنية                                           | توقيت وسط أوروبا، ت ع م+01:00، ت ع م+02:00، أوروبا/تيرانا ‏ |                                 |

## منظمات دولية مشتركة
يشترك البلدان في عضوية مجموعة من المنظمات الدولية، منها:
| علم المنظمة | اسم المنظمة                   | تاريخ انضمام ألبانيا | تاريخ انضمام كيريباتي |
| ----------- | ----------------------------- | -------------------- | --------------------- |
|             | الاتحاد البريدي العالمي       | ?                    | ?                     |
|             | مؤسسة التنمية الدولية         | 15 أكتوبر 1991       | 2 أكتوبر 1986         |
|             | منظمة حظر الأسلحة الكيميائية  | ?                    | ?                     |
|             | الأمم المتحدة                 | 14 ديسمبر 1955       | 14 سبتمبر 1999        |
|             | مؤسسة التمويل الدولية         | 15 أكتوبر 1991       | 2 أكتوبر 1986         |
|             | البنك الدولي للإنشاء والتعمير | 15 أكتوبر 1991       | 29 سبتمبر 1986        |
|             | الاتحاد الدولي للاتصالات      | 2 يونيو 1922         | 3 نوفمبر 1986         |
|             | يونسكو                        | 16 أكتوبر 1958       | 24 أكتوبر 1989        |

## وصلات خارجية
- موقع وزارة الخارجية الألبانية